# Треће заседање АВНОЈ-а
Треће заседање АВНОЈ-а одржано је у Београду од 7. до 10. августа 1945. године. На почетку заседања, дотадашњи састав АВНОЈ-а је проширен, увођењем неколицине бивших народних посланика и других јавних личности. Задатак овог заседања АВНОЈ-а био је да створи предуслове за одржавање предстојећих избора за Уставотворну скупштину, као и да донесе одговарајуће законе. АВНОЈ се 10. августа прогласио за Привремену народну скупштину ДФЈ, која је наставила рад до 26. августа.

## Међународно признање Југославије
Крајем 1944. године успешно је окончана борба за међународно признање нове Југославије. На Кримској конференцији представника водећих сила одржаној фебруара 1945, поред осталог, дата је препорука о формирању Националног комитета и чланова избегличке владе ради формирања заједничке владе у Југославији.
У међувремену, дошло је до првих контакта између председника Југословенске владе у егзилу, др Ивана Шубашића и председника НКОЈ-а, Јосипа Броза Тита на Вису. Тада је потписан и Вишки споразум, који је предвиђао да се и даље настави са плановима о формирању мешовите владе.
После преговора Тита са премијером Черчилом и на инсистирање великих сила, дошло је до стварања привремене владе Демократске Федеративне Југославије 7. марта 1945. у Београду.
Исту владу су признали СССР, Уједињено Краљевство, САД и друге савезничке државе. Већину министра нове владе чинили су припадници НОП, док су из избегличке владе били осим Шубашића, др Јурај Шутеј, Милан Грол и Сава Косановић.

## Треће заседање АВНОЈ-а
После образовања јединствене владе, приступило се стварању влада федералних јединица.
Народна влада НР Србије образована је 9. априла, НР Хрватске 14. априла, НР Македоније 16. априла, НР Црне Горе 17. априла, НР Босне и Херцеговине 27. априла, а НР Словеније 5. маја 1945.
7. августа 1945. одржано је Треће заседање АВНОЈ-а у Београду. Он је проширен са посланицима последњег југословенског парламента из 1938. године, који се нису компромитовали сарадњом са окупатором, а таквих је било 36.
Проширени АВНОЈ назван је Привремена народна скупштина, која је донела низ важних закона. Посебно се истичу изборни закони за Уставотворну скупштину и Закон о аграрној реформи и колонизацији.

## Избори за Уставотворну скупштину
Избори за Уставотворну скупштину одржани су новембра 1945.  Са 96% гласова, снаге Народног фронта су победиле.
Након избора, нова Уставотворна скупштина се први пут састала новембра 1945. и једногласно усвојила Декларацију о проглашењу Федеративне Народне Републике Југославије (ФНРЈ). Тиме је она испунила свој први задатак, решавања питања облика владавине.
Други важан задатак је било доношење Устава. После два месеца претреса у Скупштини и општенародне дебате, 31. јануара 1946. усвојен је Устав ФНРЈ. Њиме су озакоњене тековине НОР-а, Истога дана Уставотворна скупштина је претворена у народну скупштину.
На тај начин збачена је монархија и успостављена Република.
АВНОЈ је на тај начин престао да постоји.

## Занимљивости
- Ово је прво и једино заседање АВНОЈ-а које је одржано ван будуће НР БиХ.
- На почетку заседања, дотадашњи састав АВНОЈ-а је проширен, увођењем неколицине бивших народних посланика и других јавних личности. Један од њих је био и Милан Грол.
- Дан пре одржавања овог заседања је бачена атомска бомба на Хирошиму, а током трећег дана заседања је бачена друга атомска бомба на Нагасаки.